# كأس السوبر المصري 2005
بطولة كأس السوبر المصري 2005 هي النسخة الخامسة من بطولة كأس السوبر المصري، وهي بطولة تقام سنويًا بين بطل الدوري المصري الممتاز وبطل كأس مصر في آخر موسم للبطولتين. فاز الأهلي (بطل الدوري) على إنبي (وصيف الدوري نظرا لاعتذار الزمالك وصيف الكأس) بنتيجة 1-0، ليحصد بذلك لقبه الثاني.

## المباراة
| الأهلي        | 1–0 (ب.و.إ.) | إنبي |
| ------------- | ------------ | ---- |
| وائل جمعة 93' | تقرير        |      |